# Saurauia submodesta
Saurauia submodesta är en tvåhjärtbladig växtart som beskrevs av Friedrich Ludwig Diels. Saurauia submodesta ingår i släktet Saurauia och familjen Actinidiaceae. Inga underarter finns listade i Catalogue of Life.